# Aspyr Media
Aspyr Media ist ein 1996 gegründetes amerikanisches Softwareunternehmen in Austin (Texas), das sich auf die Portierung von Windows-Spielen auf Macintosh-Systeme sowie deren Vertrieb spezialisiert hat. Seit 2021 gehört das Unternehmen zur schwedischen Embracer Group und war innerhalb des Konzerns bis März 2024 Teil des Geschäftsbereichs von Saber Interactive.

## Geschichte
Aspyr wurde 1996 von Michael Rogers und Ted Staloch gegründet. In den ersten Jahren nahm Aspyr bei der Portierung von Spielen auf die verschiedenen Plattformen für gewöhnlich die Rolle des Vertreibers ein und kümmerte sich darum, die Rechte für ein Spiel zu bekommen. Die eigentliche Portierungsarbeit wurde auf Partner-Unternehmen wie Westlake Interactive und Beenox Studios ausgegliedert. Zusammen mit Westlake Interactive brachten sie ihr erstes großes Spiel auf den Mac-Markt: Tomb Raider II – Starring Lara Croft (im Original von Core Design). Es folgten Tomb Raider und alle weiteren Spiele der Tomb-Raider-Serie sowie weitere Spiele für PC- und Konsolenplattformen. Inzwischen erledigt Aspyr die Portierungen selbst.
Im Juni 2014 hat das Unternehmen mit Civilization V seine erste Linux-Portierung veröffentlicht. Im Februar 2021 gab die schwedische Embracer Group die Übernahme von Aspyr bekannt. Als Kaufpreis wurden eine Sofortzahlung von 100 Millionen US-Dollar und erfolgsabhängige Zahlungen von weiteren bis zu 350 Millionen Dollar bekannt gegeben. Aspyr wurde innerhalb des Konzerns dem Geschäftsbereich von Saber Interactive zugeordnet.

## Spiele
- Borderlands 2 (auch Linux)
- Call of Duty
- Call of Duty: United Offensive
- Call of Duty 2
- Call of Duty 4: Modern Warfare
- Call of Duty: Black Ops
- Civilization V (auch Linux)
- Civilization VI
- Die Sims
- Fahrenheit – Indigo Prophecy Remastered (auch Linux und iOS)
- Harry Potter 1 & 2
- Layers of Fear (auch Linux)
- Medal of Honor: Allied Assault
- Prey
- Rage
- Star Wars: The Force Unleashed
- Star Wars: Knights of the Old Republic II: The Sith Lords (auch Linux)
- Tomb Raider 1–6
- Top Spin 2

## Distributoren
Den Vertrieb von Aspyr-Produkten außerhalb der USA wird von lokalen Distributoren übernommen, die die Produkte teilweise auch lokalisieren (übersetzen) und an den heimischen Markt anpassen.
- Application Systems Heidelberg (Deutschland)[4]
- Softline Distribution (Großbritannien)
- Apacabar (Frankreich)
- Silene.it (Italien)